# Butter Cove
Butter Cove est une communauté canadienne située sur l'île de Terre-Neuve dans la province de Terre-Neuve-et-Labrador.  Elle est traversée par la route 204.